# Xã Grant, Quận Oceana, Michigan
Xã Grant (tiếng Anh: Grant Township) là một xã thuộc quận Oceana, tiểu bang Michigan, Hoa Kỳ. Năm 2010, dân số của xã này là 2.976 người.